# Veliki komet iz leta 240
Véliki komet iz leta 240 (oznaka C/240 V1) je komet, ki so ga opazili 10. novembra 240 v bližini Sonca. Prištevamo ga med Velike komete.
Opazovalci na Kitajskem so poročali o novi zvezdi že 5. novembra 240. V poročilih je zapisano, da je imel  komet rep dolg do 30°. Opazovali so ga lahko do 14. decembra 240. 
Komet je imel parabolično tirnico. Prisončje je bilo na oddaljenosti 0,37 a.e. od Sonca, naklon tirnice pa je bil 44° .